# Onthophagus ferox
Onthophagus ferox là một loài bọ cánh cứng trong họ Bọ hung (Scarabaeidae).